# Serednii Horb, Iavoriv
Serednii Horb (în ucraineană Середній Горб) este un sat în comuna Lozîno din raionul Iavoriv, regiunea Liov, Ucraina.

## Demografie
Componența lingvistică a localității Serednii Horb
     Ucraineană (100%)
Conform recensământului din 2001, toată populația localității Serednii Horb era vorbitoare de ucraineană (100%).